# Portret van een meisje in het blauw
Portret van een meisje in het blauw is een schilderij van de Nederlandse kunstschilder Johannes Verspronck, olieverf op doek, 82 x 66,5 centimeter groot, gemaakt in 1641. Het werk bevindt zich in de collectie van het Rijksmuseum. Het schilderij werd nagelaten door Mari Paul Voûte (1856-1928) in november 1928 aan de Vereniging Rembrandt die het schonk aan het Rijksmuseum. Het was afkomstig uit de collectie van de groothertog van Oldenburg.

## Context
Tijdens de Gouden Eeuw kwam de macht in de Republiek der Zeven Verenigde Nederlanden toe aan regenten, afkomstig uit de gegoede burgerij. Deze nieuwe groep machthebbers liet zich veelvuldig portretteren. Ook hun kinderen werden daarbij niet vergeten. Bijzonder is dat kinderen in de zeventiende eeuw vaak geportretteerd werden als kleine volwassenen. Voorbeelden zijn te vinden in het werk van vooraanstaande schilders als Gerard ter Borch, Dirck Santvoort, Wybrand de Geest en Caesar van Everdingen. Het bekendste kinderportret uit de zeventiende eeuw is wellicht Versproncks Meisje in het blauw, te zien in het Rijksmuseum. Op 15 september 1945 verscheen haar afbeelding op het nieuwe Nederlandse bankbiljet van 25 gulden.

## Afbeelding
De identiteit van het meisje in het blauw is altijd onbekend gebleven, maar onmiskenbaar is dat het in opdracht van een rijke burgerfamilie moet zijn gemaakt. Misschien kwam ze uit Haarlem, aangezien Verspronck daar woonde. Ze draagt delicate kleding en dure sieraden, door Verspronck uiterst gedetailleerd en verfijnd weergegeven. Haar jurk is bestikt met goudbrokaat. De kanten kraag en manchetten zijn voor die tijd uiterst modern. Parels en een verenwaaier maken haar beeltenis compleet.
Het meisje staat tegen een neutrale, egale achtergrond, los van de omgeving, waardoor alle aandacht op haar persoon wordt gericht. Dit wordt nog geaccentueerd door een subtiel spel van licht en schaduw, waardoor ze zachtjes wordt omfloerst. Met een twinkeling in haar donkere ogen kijkt ze de toeschouwer aan. Het werk intrigeert tot op de dag van vandaag, misschien niet zozeer door de technische begaafdheid waarmee het is geschilderd, maar vooral door tegenstelling tussen haar kinderlijke argeloosheid en het naar hedendaagse begrippen merkwaardige keurslijf van haar kostbare volwassen kleding.

## Galerij

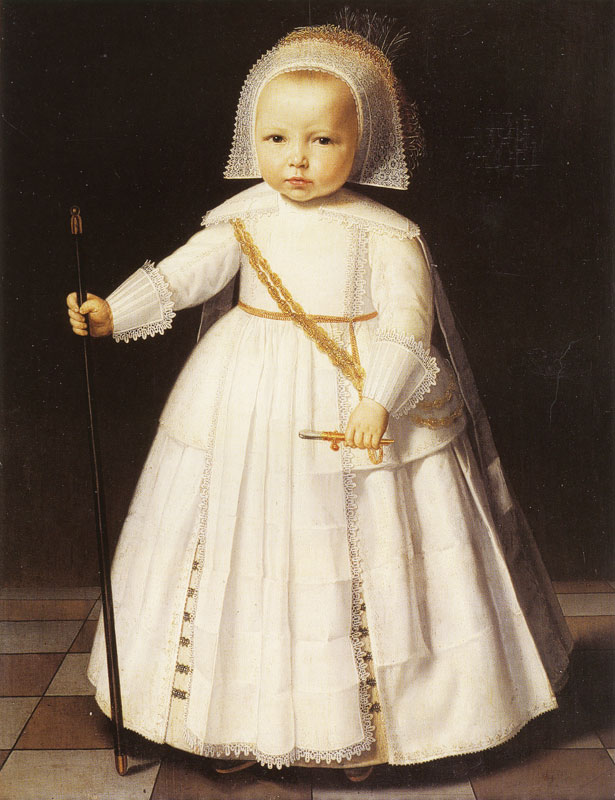
Dirck Santvoort: Jongen in het wit, 1641
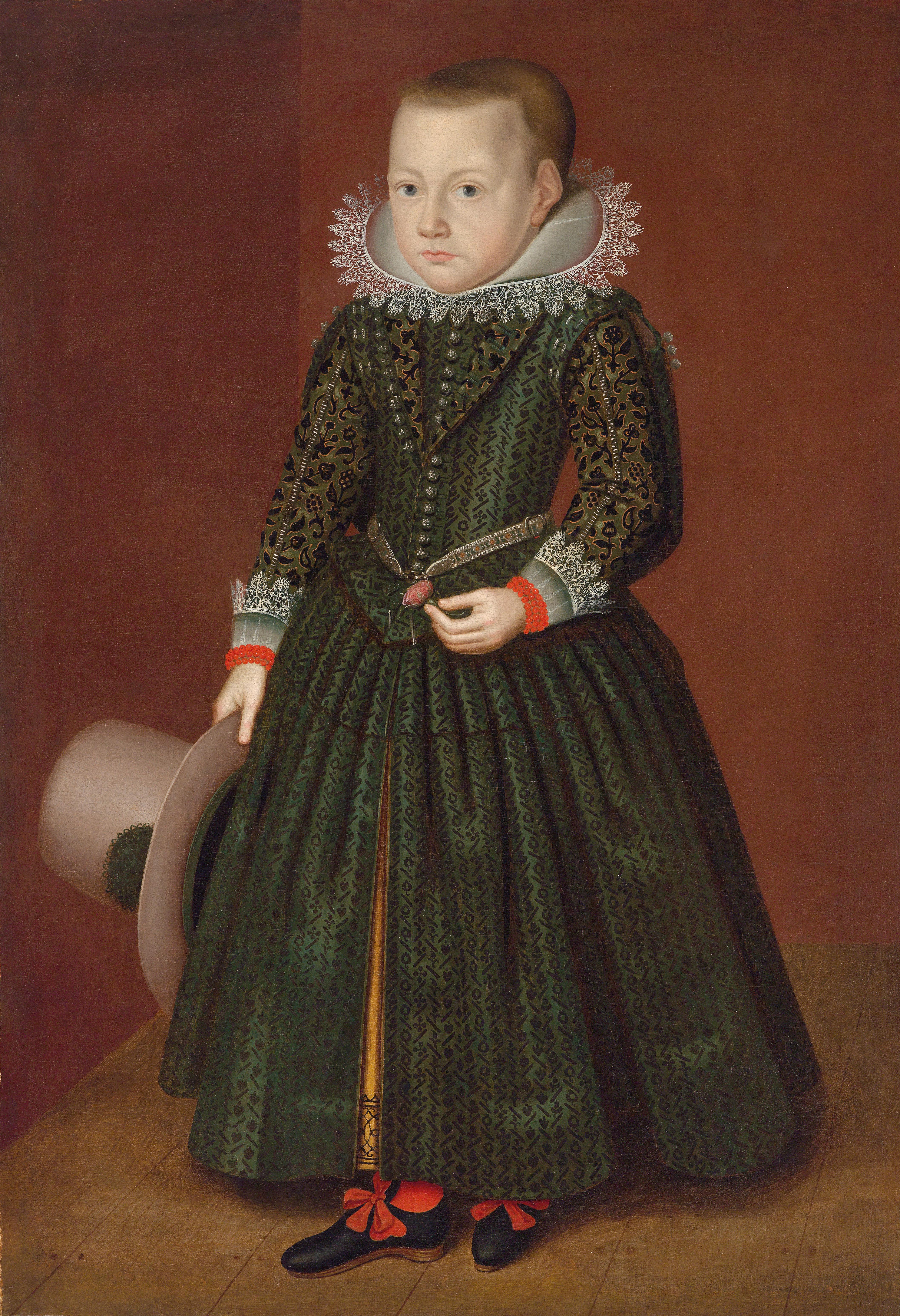
Wybrand de Geest: Portret van een staande jongen, circa 1640
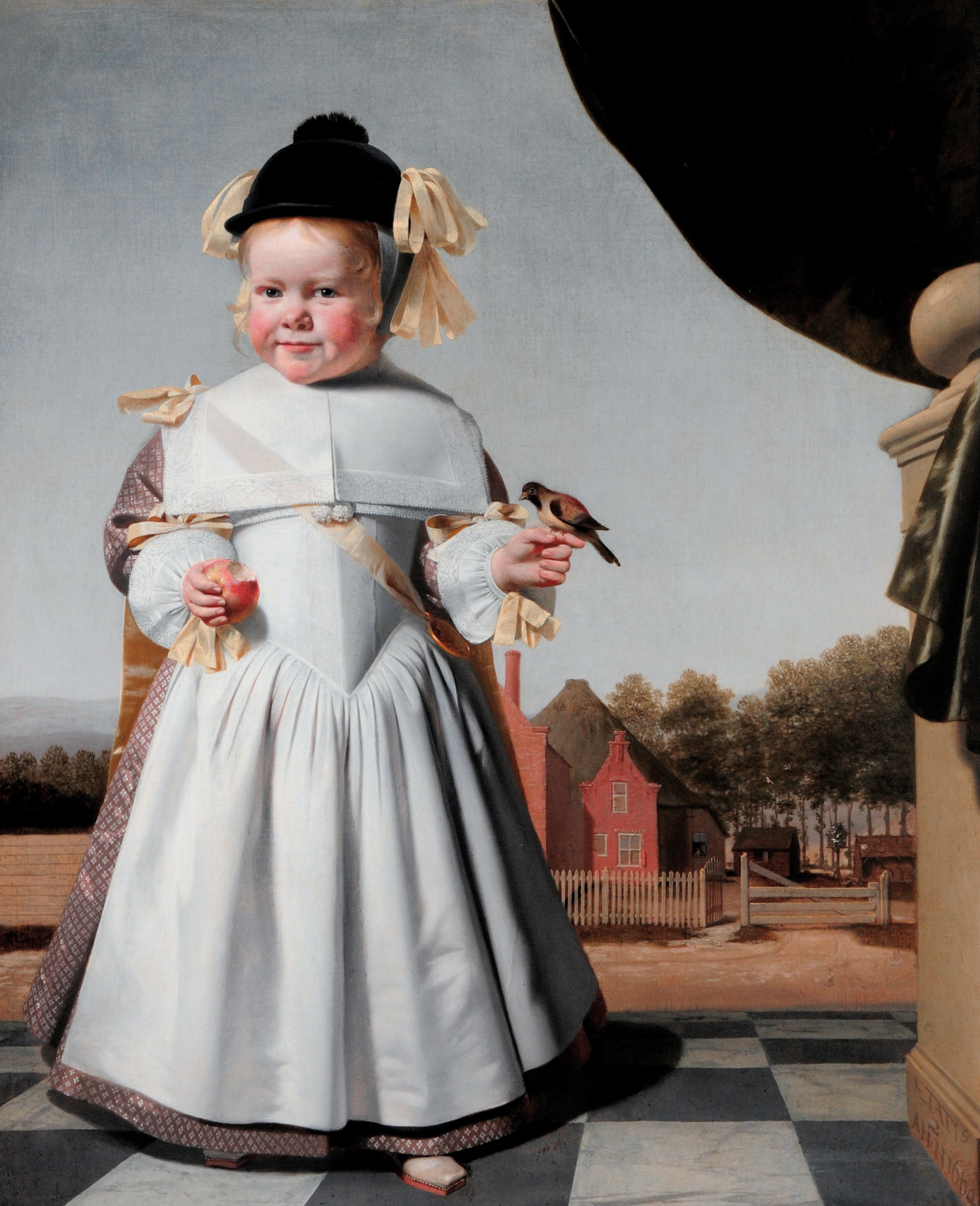
Caesar van Everdingen: Portret van een twee jaar oude jongen met een appel en een vink, 1664
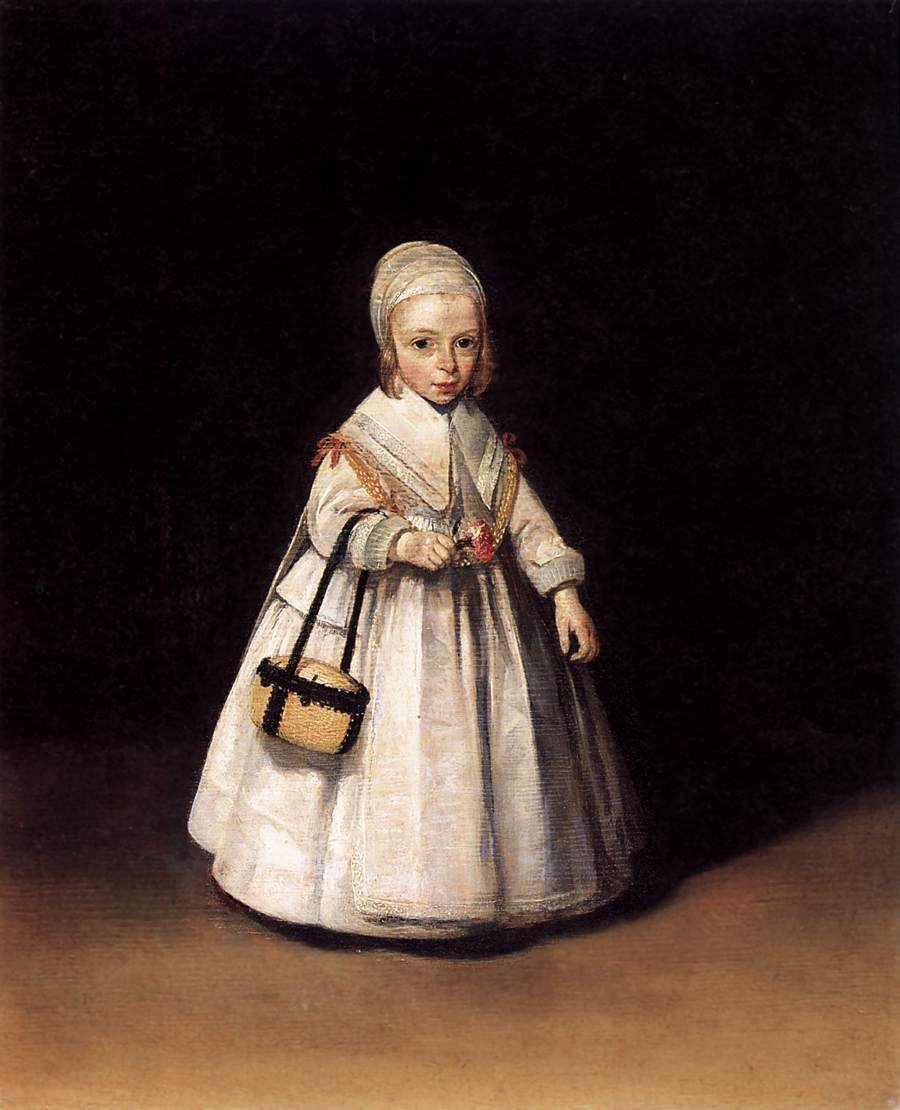
Gerard ter Borch: Portret van Helena van der Schalcke, 1648